# Atentát na Jovenela Moïseho
Atentát na Jovenela Moïseho, prezidenta Haiti, byl spáchán 7. července 2021 hodinu po půlnoci místního času v jeho rezidenci v Pétion-Ville, jež tvoří předměstí hlavního haitského města Port-au-Prince. Čin provedlo celkem 28 pachatelů pocházejících ze zahraničí (26 kolumbijské a 2 americké státní příslušnosti). Při útoku byla vážně zraněna i haitská první dáma Martine Moïseová, která byla letecky transportována do USA, kde se zotavila. Haitská policie během dne po útoku oznámila, že tři pachatelé byli zastřeleni a dvacet dalších bylo zatčeno. Pátrání po dalších pachatelích a po organizátorech atentátu dosud probíhá. Dne 11. července haitská policie jednoho podezřelého z organizace atentátu zadržela. Pozornost vyšetřovatelů se zaměřila také na vrcholné členy prezidentské ochranky, jež prezidenta neochránila, navíc panovaly pochyby o tom, proč nebyl ani jeden člen ochranky zabit nebo zraněn.

## Pozadí atentátu
Cílem útočníků byl prezident Haiti Jovenel Moïse, jenž se funkce ujal po bouřlivém průběhu prezidentských voleb v roce 2015 a opakovaných voleb v roce 2016, když končil mandát jeho předchůdce Michela Martellyho. V opakovaných volbách Moïse získal 56 % hlasů a vyhrál je hned v prvním kole. Prezidentský slib vlivem problémů v zemi a nepříznivých situací složil až 7. února 2017, kdy se oficiálně ujal úřadu.
Jeho vláda se po celé funkční období potýkala se špatným ekonomickým i bezpečnostním stavem země a s mohutnými a násilnými protivládními protesty. Ty vrcholily v roce 2021 vleklou ústavní krizí, když se haitská opozice dožadovala Moïseho konce ve funkci prezidenta a nových voleb kvůli sporům o termíny začátku a konce prezidentova mandátu, ale ten jejich požadavky odmítal s tím, že mu mandát dle Ústavy končí až v únoru 2022. Celou zemi zachvátily další mohutné protesty, kdy demonstranti požadovali Moïseho odchod, a opozice si v lednu 2021 vyvolila soudce Josepha Mécène Jean-Louise jako kandidáta na úřadujícího prezidenta.
Moïsemu se dostalo podpory ze zahraničí, zvláště z USA a ze strany Organizace amerických států. Do toho se přidaly problémy související s nefunkčností parlamentu, jenž byl paralyzován od roku 2019, kdy se měly uskutečnit parlamentní volby a jež byly odloženy nakonec až na září 2021. Prezident Moïse tak více než rok a půl řídil zemi prezidentskými dekrety, a to se setkávalo s nevolí. Na začátku roku 2021 čelil pokusu o státní převrat. Moïse tvrdil, že v únoru toho roku tento pokus o státní převrat zmařil a nechal zatknout přinejmenším 23 vlivných osob.
Dle zjištění novinářů z The New York Times pracoval Moïse před svou smrtí na odhalení rozsáhlé korupce u politiků a u podnikatelů, kteří v zemi prováděli nelegální obchody s drogami, a svá zjištění přeposílal do USA. Nejvýznamnější figurou v jeho seznamu byl podnikatel Charles Saint-Rémy, který byl švagrem bývalého haitského prezidenta Michela Martellyho. Moïse též hodlal rázně ukončit prorůstání organizovaného zločinu do politiky a pokusy o ovládnutí státu, o které se snažily některé zámožné rodiny včetně Martellyových. Činy těchto osob hodlal na vlastní pěst odhalit poté, kdy byl zmařen onen pokus o puč v únoru, při kterém z něj obvinil haitskou elitu.
Moïse během čtyř let vlády vyměnil celkem sedm premiérů, posledním byl Ariel Henry, jehož jmenoval do funkce 5. července, v předvečer tohoto atentátu, a tak novopečený premiér ještě nestihl složit slib a nebyl uveden do funkce.

## Příprava
Podle generála Jorgeho Luise Vargase Valencii, náčelníka Kolumbijské národní policie, byli útočníci naverbováni do služeb čtyř soukromých společností. Dále uvedl domněnku, že pachatelé provedli útok na prezidenta Haiti pouze z důvodu přislíbené finanční odměny.
Bylo zjištěno, že financování atentátu zajišťovala floridská společnost Worldwide Investment Development Group. Její majitel Walter Veintemilla se v květnu 2021 setkal s 63letým Američanem haitského původu Christianem Emmanuelem Sanonem, jenž se sám popisoval jako pastor a lékař a viděl se jako možný budoucí prezident té země, aby si promluvili o možném politickém zvratu na Haiti. Poskytl mu úvěry, jimiž měl krýt svou vlastní bezpečnost během připravované „revoluce“. Značná finanční suma byla převedena miamské bezpečnostní agentuře CTU Security, která najala žoldnéře z Kolumbie. Kolumbijský prezident Iván Duque Márquez se k tomu vyjádřil tak, že většina z těchto Kolumbijců šla na Haiti s příslibem, že tam budou pracovat jako ochranka, ale připustil, že někteří z nich věděli, jaký je skutečný účel jejich cesty.
Emeritní adjunktní profesor Parnell Duverger, jenž vyučoval na Broward College ekonomii, uvedl, že se zúčastnil přibližně deseti schůzek, kde obvinění plánovali budoucí uspořádání na Haiti, až by Moïse rezignoval. K těmto schůzkám docházelo na Floridě a v Dominikánské republice po dobu několika měsíců před atentátem. Vražda prezidenta nebo puč proti němu se však dle Duvergera neplánovala na ani jedné, pouze se předpokládalo, že by se Sanon stal nakonec premiérem Haiti. Dalším účastníkem těchto schůzek byl konzultant při OSN Frantz Gilot a i ten popřel, že se jednalo o plánech vraždy prezidenta.
Novináři z Wall Street Journal provedli vlastní šetření událostí a zjistili, že si CTU Security najala kolumbijského válečného veterána Duberneye Capadora k naverbování dalších bývalých vojáků. Činil tak prostřednictvím aplikace WhatsApp a sliboval jim měsíční plat 3 000 USD za ochranu vlivných haitských politiků. Tvrdil jim, že CTU Security má zajištěnou podporu od amerického ministerstva zahraničí, zatímco se oni budou podílet na případných pouličních bojích a žít v „ošuntělém příbytku“. O plánech vraždy nebo svržení prezidenta se jim ale nezmiňoval.
Společnost CTU Security zaplatila podezřelým prostřednictvím firemní kreditní karty 19 letenek z kolumbijského hlavního města Bogoty do hlavního města Dominikánské republiky Santo Domingo. Dle generála Valencii se dva podezřelí Duberney Capador Giraldo a Germán Alejandro Rivera García dostali z Bogoty do Santa Domingy přes Panamu. Ze Santa Dominga se pak 10. května přepravili letecky do haitského Port-au-Prince. Jedenáct dalších podezřelých Kolumbijců se z Bogoty přepravilo letecky do letoviska Punta Cana v Dominikánské republice až 4. června a překročili pozemní hranici s Haiti 7. června.
Kolumbijským žoldnéřům bylo později sděleno, že budou chránit samotného Moïseho. Dne 22. června se žoldnéři setkali s šéfem CTU Security, který jim řekl, že dopomohou ke zmírnění chudoby v Haiti zvýšením bezpečnosti, a tím přilákají do země zahraniční investory. Soudce, jenž vyslýchal oba americké občany haitského původu podezřelé z útoku, tvrdil, že jeden z nich byl v Haiti měsíc před spácháním činu a druhý zde žil již půl roku. Oba vypověděli, že se spiknutí, jež vedlo k provedení atentátu, intenzivně plánovalo v hotelu v Pétion-Ville celý měsíc.
Náčelník Haitské národní policie Léon Charles vydal prohlášení, že Sanon přicestoval letecky na Haiti v červnu a kontaktoval dvě další osoby stojící za spiknutím k provedení vraždy prezidenta. Útočníci byli původně najati, aby ho chránili, ale později jim dal za úkol zatknout prezidenta Moïseho, aby ho sám ve funkci nahradil. Charles dodal, že některé útočníky najal sám prostřednictvím bezpečnostní agentury CTU Security a 22 dalších najal později.
Dle Charlese byl jeden z podezřelých z organizace atentátů bývalý zaměstnanec haitské vlády Joseph Felix Badio, jenž ve čtvrti s prezidentským sídlem pronajal dům pro atentátníky. Majitel haitské bezpečnostní agentury "Corvington Courier & Security Service" Reynaldo Corvington poskytl atentátníkům ubytování a s pomocí jednoho z útočníků obstaral sirény do jejich aut. Bývalý haitský senátor John Joël Joseph byl šéfem policie též označen za jednoho z organizátorů, který zajistil pro útočníky zbraně a organizoval spiklenecké porady.
Dle stížnosti podané na Ministerstvo spravedlnosti Spojených států amerických se podezřelí na Haiti připravovali několik týdnů, což bylo zjištěno z rozhovorů s nimi a z pořízených snímků. Podezřelí vypověděli, že původně měli v plánu Moïseho pouze unést, když se dva týdny před atentátem vracel z pracovní cesty z Turecka. Avšak byli nuceni to vzdát, když nedostali pokyn k provedení akce. Hodlali také využít na únos prezidenta zločinecký gang Fantôm 509, složený z nespokojených bývalých policistů, ale nakonec tak neučinili. Jeden ze zatčených přiznal, že ho plánovali unést přímo na letišti Toussaint Louverture a odvléci ho ze země, avšak tento plán byl zrušen, protože se jim nepovedlo sehnat soukromé letadlo. 6. července mu ale řekli, že se plán změnil a mají Moïseho zabít.
V nahrávkách s přiznáním viny, které se dostaly na veřejnost díky zpravodajství Noticias Caracol, přiznali pachatelé haitské policii své zapojení do atentátu a také, že dostali krátce před provedením operace rozkaz od jednoho z organizátorů zabít Moïseho spolu se všemi přítomnými v jeho domě a ukrást všechny peníze, které tam najdou. Po akci měli utéct do prezidentského paláce, kde by nový prezident skládal přísahu, a tak si mysleli, že je policie ochrání. Dle informací od The New York Times podezřelí vypověděli, že mezi jejich hlavní úkoly patřilo i nalezení Moïseho seznamu vlivných osob zapletených do korupce a obchodu s drogami.
Podezřelý Rodolphe Jaar v rozhovoru s novináři The New York Times přiznal, že plánoval a financoval spiknutí v dobré víře, že cílem je pouze odstavit Moïseho od moci, a o kterém soudil, že vládne autoritativním způsobem. K pachatelům se přidal, když mu řekli, že akce má podporu USA, které mělo stát o Moïseho odchod kvůli jeho údajným vazbám na teroristy a pašeráky drog. Dodal, že poskytl 130 000 USD k provedení převratu, úkryt pro Kolumbijce a zbraně. Jaar dále uvedl, že s vůdcem gangu Fantom 509 probíral přepadení Moïseho rezidence, ale ti nakonec spolupráci týden před akcí odmítli. Potom Kolumbijcům řekli, že se mise změnila a přepadení rezidence mají provést oni. Dle místopřísežného prohlášení na FBI a dle výpovědi svědků se Jaar setkal s dalším účastníkem spiknutí před provedením atentátu a plánovali Moïseho zatčení při jeho návratu z Turecka. Když tento plán selhal, druhý účastník spiknutí odcestoval 28. června z Haiti do Miami, aby zde požádal o asistenci na zacílení Moïseho. Noviny The Miami Herald uvedly, že o tomto vývoji také informoval CTU. Dle místopřísežného prohlášení již někteří spiklenci věděli, že skutečným úkolem je vražda prezidenta.

## Atentát
V noci 7. července 2021 kolem 1:00 místního času přepadla ozbrojená skupina Moïseho dům na adrese Pèlerin 5, Pétion-Ville, jenž je předměstím Port-au-Prince. Palbu zahájili na jeho kancelář a ložnici, poté obě místnosti vyrabovali. Členů ozbrojené skupiny, kteří našli, zbili a několikrát střelili Moïseho, jenž zraněním na místě podlehl, bylo dle generála Valencii, náčelníka kolumbijské policie, sedm. Čtyři z nich (nazývaní "Tým Delta") vstoupili do jeho ložnice, zatímco zbytek zůstal venku. Jakmile Moïse zjistil, že na jeho rezidenci útočí, zatelefonoval několika policejním důstojníkům o pomoc, ale nikdo z nich nedorazil na místo činu včas. Byl zasažen celkem dvanácti kulkami a přišel následkem této střelby o jedno oko. Celý dům byl prostřílený kulkami ráže 9mm a ráže 5,56mm. Všichni velitelé jednotlivých týmů měli u sebe mobilní telefony Samsung Galaxy, aby jimi pořídili fotografie Moïseho mrtvého těla a odeslali je jako důkaz jeho úmrtí organizátorům atentátu.
Útočníci stříleli také do haitské první dámy Martine Moïseové a zasáhli ji několikrát do paží, dlaní, břicha a do stehen. Jejich dcera byla v budově v době útoku přítomna také. Před útočníky se schovala v ložnici jednoho z jejích nepřítomných bratrů a vyvázla bez zranění. Zato dva sluhové byli útočníky svázáni, ale nebyli zastřeleni. Martine Moïseová vypověděla, že útočníci vyplenili ložnici jejího manžela a prohledávali jeho pracovní složky předtím, než zaútočili na ni. Potom odešli v domnění, že je mrtvá. Dle haitské policie atentátníci ukradli všechny peníze nacházející se v domě. Několik podezřelých se později přiznalo, že mezi ukradenými pracovními složkami byl i Moïseho seznam zkorumpovaných osob zapletených do obchodů s drogami.
Bývalý premiér Haiti Laurent Lamothe potvrdil, že prezidentské sídlo obvykle hlídá 100 příslušníků prezidentské stráže. Svědci ze sousedství ale vypověděli, že se kolem prezidentského sídla pohybovalo většinou jen několik málo stráží. Dle vyšetřovacího protokolu Haitské národní policie bylo na stráži v době provedení atentátu pouze šest příslušníků ochranky. Dle tohoto protokolu byli dva strážní informátoři a ostatní nekladli žádný odpor.
Lidé žijící v sousedství vypověděli, že v noci slyšeli krátce po provedení útoku střelbu z těžkého kulometu. Dále viděli v sousedství pobíhat osoby oblečené v černém, které jim připomínaly přepadový oddíl speciálních jednotek, a slyšeli i zvuky pocházející z dronů a od exploze, pravděpodobně granátu. Obyvatelé žijící v blízkosti místa útoku natočili amatérské záběry útočníků, v nichž zaznělo z megafonu v anglickém jazyce, že jsou členy amerického Úřadu pro potírání drog (DEA), ačkoliv ani jeden z identifikovaných pachatelů ve skutečnosti v této protidrogové organizaci nikdy nepůsobil. Dle autorů záběrů útočníci dokázali odzbrojit Moïseho ochranku dříve, než zaznělo, že je prezident mrtev.
Ještě téhož dne vydal dosluhující (ale vinou atentátu oficiálně neodvolaný) premiér Haiti Claude Joseph prohlášení, v němž z útoku obvinil „skupinu neidentifikovaných osob“. Joseph k tomu dodal, že útočníci byli ozbrojeni armádními puškami a hovořili anglicky a španělsky. Jejich čin označil za „otřesný, nelidský a barbarský“. Další vysoce postavený haitský vládní činitel popsal útočníky jako „žoldáky“.

## Dopadení pachatelů a vyšetřování
Příslušníci Haitské národní policie se s útočníky poprvé střetli krátce poté, kdy opustili Moïseho rezidenci. Okamžitě nechali uzavřít Mezinárodní letiště Toussaint Louverture a nařídili vrátit se zpět všem letadlům, jež již odletěla, aby útočníci a organizátoři atentátu neunikli ze země. Zvláštní vyslankyně OSN v Haiti Helen La Lime řekla, že několik ozbrojenců se zabarikádovalo ve dvou budovách v Port-au-Prince.
Šéf haitské policie Léon Charles později během dne potvrdil, že policisté nadále bojují proti pachatelům atentátu na prezidenta. Když přestřelka mezi ozbrojenci a policisty na druhý den vrcholila, zajala obklíčená skupina útočníků tři policisty jako rukojmí, ale ti byli svými kolegy později osvobozeni. Jedenáct atentátníků vtrhlo na pozemky patřící velvyslanectví Tchaj-wanu v Port-au-Prince. Ti nakonec skončili v rukou policie, aniž by při zatýkání kladli odpor, jelikož tchajwanská vláda policejním jednotkám povolila vkročit na půdu velvyslanectví, když toho dne 8. července odvolala svou exteritorialitu.
Zabití prezidenta rozhněvalo místní obyvatele a ti ochotně policistům pomáhali v pátrání. Díky nim dokázali policisté několik dalších pachatelů, kteří z míst bojů uprchli, vystopovat v buši. Několik civilistů ale zareagovalo tak, že podpálilo tři automobily, které útočníci používali, čímž však zničili nenávratně možné důkazy. Šéf haitské policie proto vyzval obyvatelstvo ke klidu.
Při přestřelkách s policií byli zabiti tři kolumbijští atentátníci a dalších 18 Kolumbijců i oba Američané byli zatčeni. Zbývající pětice útočníků uprchla. Policie vyhlásila celostátní pátrání nejen po této pětici, ale také po  organizátorech atentátu na prezidenta.
Ke 30. červenci bylo zatčeno 44 podezřelých, mezi nimiž bylo 18 Kolumbijců, 3 Američané haitského původu, 12 haitských policistů a šest civilistů z Haiti napomáhajících pachatelům.
Jeden z pětice prchajících Kolumbijců Mario Antonio Palacios byl nakonec dopaden v říjnu 2021 na Jamajce. Po jeho deportaci do Kolumbie přes Panamu byl 3. ledna 2022 zatčen i v této středoamerické zemi a okamžitě dopraven do vazby v USA.
Souběžně s dopadením pachatelů činu bylo vyhlášeno pátrání po organizátorech. Střelců, které si najali na vraždu prezidenta Moïseho, bylo 28, z nichž 26 pocházelo z Kolumbie a dva byli Američané haitského původu.
Dva zadržení američtí občané byli James J. Solages, narozený v jihohaitském Jacmelu a žijící ve Fort Lauderdale, a Joseph Vincent. Solages byl dle jeho profilu na stránkách LinkedIn agentem v diplomacii, bývalý šéf ostrahy kanadské ambasády v Haiti a zakladatel charitativní organizace „Fwa Sa A Jacmel Avan“ (v haitské kreolštině: Tentokrát Jacmel první). Dle webových stránkách této charity byl stavebním inženýrem (ve firmě EJS Maintenance & Repair), konzultantem, zastáncem chudých dětí a politikem podporujícím Haiti. Ministerstvo zahraničí Kanady potvrdilo, že Solages na ambasádě skutečně krátce pracoval jako rezervní ostraha najatá přes soukromou agenturu v roce 2010. Naposledy pracoval pro prestižní pečovatelskou společnost The Carlisle Palm Beach v Lantaně, kde 12. dubna 2021 náhle dal výpověď. Po svém dopadení Solages vypověděl, že pobýval v Haiti měsíc před útokem, a že si „tuto práci našel na internetu.“ Jeho strýc vypověděl, že Solages nazýval Moïseho bláznem, ale nikdy nic nesvědčilo, že by měl záměr ho zabít. Druhým byl 55letý Joseph Vincent z Miami, který v Haiti momentálně pobýval půl roku u svého bratrance. Oba dva dle výpovědi ostatním útočníkům sloužili pouze jako tlumočníci a celá operace dle nich byla původně plánovaná jako „zatknout“, nikoliv zabít. Tvrdili, že jejich tým při vpádu do prezidentského sídla nalezl prezidenta již mrtvého. Vincent byl později potvrzen jako příležitostný informátor Amerického úřadu pro potírání drog (DEA).
Pachatelů kolumbijské národnosti bylo v prvních dnech po atentátu identifikováno dvacet, z nichž 17 bylo dle generálního velitele ozbrojených složek Kolumbie Luise Fernanda Navarra Jiméneze bývalými příslušníky Kolumbijské národní armády s hodnostmi od vojína po podplukovníka, kteří svou službu ukončovali v letech 2018 až 2020. Nakonec bylo zjištěno, že bývalých kolumbijských vojáků bylo nejméně 21, z nichž 3 byli při přestřelkách s policií zastřeleni. Někteří v minulosti prošli dle Ministerstva obrany Spojených států amerických výcvikem a vzdělávacím programem, který organizovaly USA.
Haitská policie 11. července oznámila, že zatkla jednoho z mozků celé operace zabití prezidenta, který usiloval o to stát se prezidentem sám, a to zámožného doktora a podnikatele Christiana Emmanuela Sanona. Sanon žil na Floridě a na Haiti se vrátil soukromým letadlem v doprovodu dalších kolumbijských žoldnéřů na začátku června, tedy ve stejné době, kdy do země přišli přes Dominikánskou republiku i ostatní. Dle náčelníka haitské policie Léona Charlese měli útočníci původně zajistit bezpečnost Sanona, ale pak byla jejich mise změněna. Na Sanonovu stopu se dostali, když ho jeden z Kolumbijců po svém zatčení kontaktoval a ten pak kontaktoval další dva „intelektuální autory atentátu“. Při domovní prohlídce se u něj v domě našly dvacet krabic s náboji, součástky do zbraní, čtyři poznávací značky z Dominikánské republiky a čepice s logem amerického Úřadu pro potírání drog (DEA).
14. července oznámila haitská policie pokrok k objasnění případu. Potvrdila zatčení tří osob: Gilberta Dragona, jenž býval vůdcem někdejšího rebelského uskupení Národní revoluční fronta osvobození a obnovy Haiti, které bylo účastníkem státního převratu v roce 2004. Léon Charles ho označil za hlavního podezřelého. Dalším zatčeným byl haitský občan Reynaldo Corvington, vlastník bezpečnostní agentury Corvington Courier & Security Service, který pomáhal pachatelům s úpravou vozidel najatých k provedení atentátu. U obou dvou se v jejich domech našly zbraně. Dalším podezřelým je bývalý zaměstnanec ministerstva spravedlnosti a veřejné bezpečnosti na protikorupčním oddělení Joseph Felix Badio, který byl z důvodu neetického jednání v květnu propuštěn a jenž ve čtvrti s prezidentským sídlem pronajal dům pro atentátníky, kteří měli za úkol průzkum okolí. Policie též vyhlásila celostátní pátrání po bývalém pracovníkovi DEA a pašerákovi drog Rodolphovi Jaarovi, jenž byl v roce 2013 v USA odsouzen ke čtyřletému trestu vězení za krádež drog, jež zajistila DEA. Jaar byl přítomen na poradě ostatních podezřelých, kterou vedl Corvington. Když haitská policie toho dne identifikovala mezi podezřelými z organizace atentátu majitele CTU Security Antonia Intriaga, uvedla stroze, že právě on podepsal kontrakty na Haiti s útočníky, ale více informací v této věci neposkytla s odvoláním na pokračující vyšetřování. Jeho dům na Haiti spolu s domem někdejšího vůdce rebelů Gilberta Dragona prohledala policie a nalezla mnoho zbraní. Joseph Felix Badio, který je bývalým vládním zaměstnancem, byl kolumbijským policejním šéfem generálem Valenciou obviněn, že dvěma útočníkům nařídil zavraždit Moïseho několik dnů před provedením atentátu.
Dále také vyhlásila pátrání po bývalém senátorovi Johnovi Joël Josephovi, Moïseho politickém protivníkovi, jehož chránila zbylá pětice Kolumbijců. John Joël Joseph byl coby jeden z hlavních podezřelých ze zosnování atentátu, který zásoboval ostatní pachatele zbraněmi a organizoval porady, nakonec dopaden 14. ledna 2022 na Jamajce tamní policií, když bylo zjištěno, že se s rodinou na ostrov v prosinci přeplavil lodí. Spolu s ním byli pozatýkáni i jeho rodinní příslušníci.
Haitský vrchní prokurátor Bedford Claude potvrdil, že Moïseho nejvýše postavení tělesní strážci budou předvedeni k výslechu, včetně ředitele prezidentské ostrahy Jeana Laguela Civila a bezpečnostního ředitele prezidentského paláce Dimitrije Hérarda. Nezávislé Haitské centrum analýzy a výzkumu lidských práv vzneslo otázku, jak se mohlo útočníkům povést vstoupit až do ložnice prezidenta, aniž by přitom byl zabit nebo zraněn jediný člen prezidentské ochranky. Dle reportéra Johna Otise z americké National Public Radio je tato skutečnost podezřelá, a ať už měli Kolumbijci k činu jakýkoliv motiv, haitští vyšetřovatelé tvrdí, že ti nebyli mozky celé operace provedení atentátu na prezidenta." Haitský opoziční politik, někdejší senátor a kandidát na prezidenta ve volbách v roce 2015 Steven Benoît obvinil z útoku na prezidenta přímo prezidentskou ochranku v domnění, že prezidenta zabili jeho vlastní bezpečnostní agenti. Dle něj to Kolumbijci neprovedli. Kolumbijská média přišla s informací, že měl Hérard několik týdnů před atentátem navštívit Kolumbii a washingtonské Centrum pro ekonomický a politický výzkum uvedlo, že je dotyčný v USA vyšetřován kvůli napojení na pašeráky zbraní. Hérard podnikl v průběhu první poloviny roku 2021 celkem sedm cest do Kolumbie, Dominikánské republiky a Ekvádoru. K cestám využíval ekvádorský pas. 22. července 2021 potvrdil ekvádorský prezident Guillermo Lasso, že Hérard získal ekvádorský pas v souvislosti se stipendiem na Vyšší vojenskou školu Eloye Alfary.
Policie nakonec pět členů prezidentské ochranky, kteří se zapojili do spiknutí na provedení atentátu, pozatýkala. Mezi zatčenými byl i šéf ochranky Dimitri Hérard. Výslechům bylo podrobeno celkem 24 policejních příslušníků zodpovědných za bezpečnost prezidenta Moïseho.
Dne 23. července byl vydán zatykač na Wendelle Coq Thélotovou, bývalou soudkyni Nejvyššího soudu na Haity za vraždu a ozbrojenou loupež v souvislosti s atentátem. Moïse ji totiž v únoru 2021 z funkce odvolal a haitský policejní mluvčí generál Marie Michelle Verrier 30. července oznámil, že podezřelí z Kolumbie a z USA přiznali, že dvakrát navštívili dům Thélotové, která jim vysvětlila podrobnosti ohledně kontraktu, který tam podepisovali.
26. července byl zatčen ředitel prezidentské ostrahy Jean Laguel Civil. Dne 3. srpna požádala haitská vláda oficiálně o pomoc OSN s mezinárodním vyšetřováním. Haitští vyšetřovatelé zabývající se tímto případem totiž mezitím uvedli, že jim je vyhrožováno smrtí, a tak se museli začít ukrývat poté, kdy jejich žádosti o ochranu vládní úřady ignorovaly. Úřady též policisty vinily z procedurálních pochybení. Navíc soudce Mathieu Chanlatte, jenž dostal případ na starost, rezignoval 13. srpna z osobních důvodů. Jeho rezignace však přišla den poté, kdy jeho asistent za záhadných okolností zemřel.
Claude si na 10. září pozval k pohovoru premiéra Ariela Henryho, aby s ním projednal skutečnost, že krátce po provedení atentátu dvakrát telefonicky hovořil s Josephem Felixem Badiem, jedním z mozků tohoto zločinu. Tyto telefonáty provedl v 4:07 a 4:20 místního času. Henry se však odmítl tohoto pohovoru zúčastnit. Claude tedy požádal soudce, jenž měl případ na starosti, aby provedl opatření, kterými by premiérovi zakázal opustit zemi, protože proti němu hodlal vznést žalobu. Premiér Henry reagoval tak, že Claudeho vyhodil z místa vrchního prokurátora a nahradil ho Frantz Louis Juste, ale Claude přesto zůstal ve funkci, protože premiér nemá na odvolání vrchního prokurátora potřebnou pravomoc, a tomu tak bylo přece předběžným opatřením zakázáno vycestovat ze země. 16. září vydala Henryho kancelář prohlášení, že té noci, kdy došlo k atentátu, volalo Henrymu takové množství lidí, které zajímalo zajištění jeho bezpečí, že nebylo možné identifikovat každého volajícího. Zároveň odmítla podezření, jež bylo proti Henrymu vzneseno.
Dle policie byl Dragon v kontaktu s jedním důstojníkem zodpovědným za bezpečnost Moïseho a sloužil jako informátor organizátorů atentátu. Zpráva též hovoří o jeho obvinění z padělání insignií DEA pro útočníky. Mezitím byl i Hérard obviněn, že se znal se třemi podezřelými organizátory útoku a rovněž byl jejich informátorem, navíc dle výpovědí ostatních zatčených zásoboval útočníky zbraněmi. Civil byl dle výpovědí ostatních zatčených obviněn z podplácení 80 členů Moïseho ochranky sumou 80 000 USD.
V investigativní reportáži v The New York Times z ledna 2022 se uvádí, že premiér Henry měl vazby na Badia a oba zůstali v úzkém kontaktu i po atentátu. Dva haitští úředníci vypověděli novinářům, že Badio dvakrát vkročil do Henryho rezidence, aniž by ho jakkoliv zdržovala ochranka, a to i přesto, že v té době bylo již po Badiovi vyhlášeno pátrání. Rodolphe Jaar, který již přiznal financování a plánování atentátu, vypověděl, že Badio popisoval Henryho jako někoho, s kým lze počítat jako se spojencem, a koho lze po skončení Moïseho vlády ovládat. Jaar tvrdil, že Badio žádal Henryho o pomoc s útěkem, s čímž souhlasil. Dále uvedl, že plánovali učinit Windelle Coq-Thélotovou prezidentkou země a Badio požádal o pomoc policejního náčelníka Frantze Elbého se sháněním zbraní. Elbé mu však pomoc odmítl s tím, že žádné zbraně nemá, ale zároveň neučinil nic pro to, aby celé spiknutí zastavil.
Chanlatteův nástupce Garry Orélien coby dozorující soudce od případu odstoupil 21. ledna 2022 z osobních důvodů. Jeho rezignace přišla poté, kdy byl sám obviněn organizací National Network for the Defense of Human Rights z korupčního jednání za účelem osvobození jistých osob a zrušení zatykačů. Ještě v roce 2021 však Orélien poskytl zvukovou nahrávku CNN, v níž říkal, že premiér Henry sehrál v plánování atentátu svou roli a přátelil se s mozky spiknutí. Jeho tvrzení bylo podpořeno několika důstojníky haitské policie, kteří se podíleli na vyšetřování. CNN také pověděl, že Henry mařil vyšetřování, a že si nevzpomíná, že by o případu mluvil s kýmkoliv do detailu, protože „velká spousta osob“ se pokoušela případ ovlivňovat a on „nechtěl hrát jejich hru.“ Později v rozhovoru pro Radio Caraïbes popřel, že by obviňoval Henryho z účasti na atentátu, a tvrdil, že reportáž CNN byla zaměřena pouze na zničení jeho kariéry a na jeho donucení uchýlit se do exilu nebo aby byl sám nakonec zabit.
Níže je seznam potvrzených útočníků:
- Germán Alejandro Ribera García
- John Jader Andela
- Neil Cáceres Durán
- Alex Miyer Pena
- Carlos Giovani Guerrero Torres
- Ángel Mario Yacce Sierra
- Jheyner Alberto Carmona Flórez
- Francisco Eladio Uribe Ochoa
- Nacer Franco Castañeda
- Enalder Vargas Gómez
- John Jairo Suares Alegría
- Alejandro Zapata Girardo
- John Jairo Gómez Ramírez
- Víctor Albeiro Pineda Cardona
- Manuel Antonio Grosso Guarín
- Juan Carlos Yepes Clabijo
- Edwin Blaunicet
- Mendivelso Gersaín Jaimes
- Mario Antonio Palacios
- Mauricio Javier Romero Medina †
- Duberney Capador Giraldo †
- James J. Solages
- Joseph Vincent

## Soudní procesy
Jako první stanul před soudem kolumbijský žoldnéř a bývalý voják Mario Antonio Palacios, který patřil k pětičlenné skupině, kterou se haitským policistům nedařilo dopadnout. Ten nakonec uprchl z Haiti na Jamajku, kde byl v říjnu 2021 zatčen za ilegální vstup do země. S koncem roku 2021 ho jamajský soud za tento přečin odsoudil a vyhostil ze země, a tak Palacios mířil přes Panamu do Kolumbie. 3. ledna 2022 byl na letišti v Panamě zatčen na základě pátrání interpolu, prostřednictvím kterého po něm pátraly USA i Haiti. S jeho souhlasem byl tedy převezen do USA, kde proti němu byla už v listopadu vznesena žaloba u jihofloridského obvodního soudu. O den později 4. ledna byl postaven před tento soud, kde čelil obžalobě ze spiknutí, jehož cílem bylo spáchání vraždy nebo únos mimo území USA, a z poskytnutí hmotné podpory k činům, o kterých dopředu věděl, že tím podpoří toto spiknutí. U soudu čelí možnosti, že dostane doživotní trest vězení, pokud mu bude vina dokázána. U soudu Palacios hodlá obhájit svou nevinu. Jeho případ se projednává dle amerického práva proto, že část příprav atentátu se odehrála na území USA.
Dne 8. ledna 2022 byl zatčen Rodolphe Jaar v Dominikánské republice na žádost USA. Jaar po zatčení souhlasi se spoluprací s vyšetřovateli a dobrovolně vydal souhlas k cestě do USA, kam byl vydán 19. ledna. Obvodní soud Spojených států amerických pro jižní Floridu ho hned následující den obvinil stejně jako Palacia ze spiknutí, jehož cílem bylo spáchání vraždy nebo únos mimo území USA, a z poskytnutí hmotné podpory k činům, o kterých dopředu věděl, že tím podpoří toto spiknutí. Dle obžaloby poskytl ubytování 20 kolumbijským atentátníkům, za což mu v případě prokázání viny hrozí až doživotní trest vězení. Dále čelí obviněním, že pachatelům atentátu poskytl zbraně, a že byl přítomen při podpisu žádosti jiného podezřelého o asistenci při zatýkání Moïseho ze strany bývalé haitské soudkyně,, a že se setkal s dalším mozkem spiknutí, aby pomohl ostatním pachatelům ukrýt se po provedení atentátu.
Ostatní pachatelé, kteří byli dopadeni na Haiti, na soud stále čekají. Marta Lucía Ramírezová, viceprezidentka a ministryně zahraničí Kolumbie, už na sklonku července 2021 vyzvala haitské orgány, aby zajistily pro kolumbijské podezřelé spravedlivý proces a dostalo se jim patřičné lékařské péče, neboť někteří při zatýkání utrpěli zranění a nebylo jim ošetřeno. Také uvedla, že kolumbijský konzulát na Haiti shledal nesrovnalosti při postupu jejich zadržení a také skutečnost, že jim nebyli přiděleni právní zástupci.

## Reakce na atentát
Dodatek k Ústavě Haiti z roku 2012 uvádí, že v situaci, kdy dojde k úmrtí prezidenta, má jeho výkonné pravomoci převzít rada ministrů, které předsedá premiér, než bude zvolen nový prezident. Ústava také stanovuje, že Haitské národní shromáždění zvolí úřadujícího prezidenta, takže je její výklad nejasný, a tudíž by se o prezidentské pravomoci dělily dvě osoby, čímž by zemi zachvátil chaos. Situaci však v tomto případě komplikuje fakt, že se neuskutečnily parlamentní volby v roce 2019 a byly odloženy až na závěr roku 2021, a kvůli tomu bylo Haitské národní shromáždění rok a půl nečinné a nefunkční. Premiér Claude Joseph ostře atentát na prezidenta odsoudil a v zemi vyhlásil čtrnáctidenní výjimečný stav.
Krátce před svou smrtí Moïse jmenoval novým premiérem Ariela Henryho, který měl nahradit dosavadního premiéra Claudeho Josepha, ale Henry se své role neujal ještě před provedením atentátu. Henry se tedy prohlásil právoplatným premiérem země až po Moïseho smrti. Jakmile USA uznaly Josepha jako úřadujícího prezidenta Haiti, Henry označil jejich volbu za chybu, ale zároveň prohlásil, že se nebude pouštět do žádných konfrontací o moc, aby se situace v zemi dále nezhoršovala.
Den po atentátu, 8. července oznámil Joseph, že podzimní termín parlamentních voleb platí a volby se uskuteční i přes provedený atentát. Oznámil, že „Předseda vlády slibuje uspořádat rozhovory s lídry opozice a s dalšími hráči v životě národa, aby se uklidnila sociopolitické klima, aby se ulehčil průběh všeobecných a rovných voleb dle časového plánu, který nastavila Prozatímní volební rada.“ Joseph prohlásil, že zemi bude vést až do zvolení nového prezidenta, k čemuž dojde v tomtéž termínu jako u parlamentních voleb, které se uskuteční 26. září 2021.
Mezinárodní letiště Toussaint Louverture, jež bylo 7. července uzavřeno a všechna letadla byla svolána zpět na letiště a uzemněna, obnovilo brzy činnost kvůli přepravě Haitské První dámy Martine Moïseové k leteckému přesunu do Fort Lauderdale na Floridě přibližně v 15:30 téhož dne. Úřadující prezident Joseph popsal její stav jako stabilizovaný. Byla přijata do miamské Nemocnice Jackson Memorial. Haitský velvyslanec v USA Bocchit Edmond uvedl, že její stav je stabilizovaný, ale pořád ještě je kritický.
Úřadující prezident a premiér Claude Joseph ještě předtím 7. července požádal oficiálně OSN, aby nasadila své mírové jednotky v jeho zemi do doby, než se situace stabilizuje. Požádal také o vojenskou pomoc USA. Americká vláda ale slovy svého vysoce postaveného člena v rozhovoru s Reuters uvedla, že neplánuje v současné době vyslat americké vojenské jednotky na Haiti.
Do situace v zemi se vložil ještě Haitský senát, který však není usnášeníschopný, neboť je aktivních pouze deset z celkem třiceti senátorů. Senát vybral jako úřadujícího prezidenta dne 9. července 2021 osmi hlasy z deseti svého předsedu Josepha Lamberta. Senátoři zároveň určili, že premiérem bude Ariel Henry. Premiér Claude Joseph však takovéto uspořádání země odmítnul a uvedl, že si nepřeje v zemi za této situace boj o moc, a tak by nový prezident měl vzejít z voleb.
10. července 2021 promluvila haitská První dáma Martine Moïseová prostřednictvím zvukové nahrávky zveřejněné na jejím účtu na sociální síti Twitter, v níž vyzvala Haiti, aby „nesešlo ze své cesty“. Z vraždy manžela obvinila osoby, které usilují o další rozvrat v zemi a o zmaření demokratického předání moci, voleb do parlamentu i referenda o Ústavě naplánovaných na tento rok, a o zmaření snahy řešit problémy silnic, pitné vody a energetiky. Vypověděla, že útočníci vtrhli do jejich ložnice bleskurychle a salvou kulek zastřelili jejího muže dříve, než stihl říci aspoň jediné slovo.
Jimmy Chérizier, jenž je jedním z nejvlivnějších bossů haitského kriminálního podsvětí a vůdce gangsterské federace G9, 10. července prohlásil, že vražda prezidenta je „národním i mezinárodním spiknutím“ proti Haiti, a obvinil policii, opoziční politiky a podnikatele, že stáli za atentátem. Své muže vyzval, aby protestovali proti vraždě prezidenta, a také varoval, že jeho lidé budou přitom páchat násilí. Dodal, že nastal pro černochy na Haiti čas, aby se k nim vrátila kontrola nad podnikatelským sektorem ze syrských a libanonských rukou.
Zvláštní vyslankyně OSN v Haiti Helen La Lime potvrdila, že zemi k zářijovým volbám nakonec přece dovede premiér Claude Joseph, a naléhala na všechny politické strany, aby po smrti prezidenta odložily své rozepře.

### Mezinárodní reakce
Prezident sousední Dominikánské republiky Luis Abinader nařídil ihned po obdržení zprávy o tom, co se stalo, uzavřít hranici s Haiti a svolal mimořádné zasedání velení ozbrojených složek země na poradu, jak zareagovat na tento atentát. Země též zastavila veškerou leteckou dopravu do Haiti. Z haitského letiště Toussaint Louverture byl zároveň evakuován všechen tamní personál diplomacie Dominikánské republiky vojenským speciálem letectva.
Bílý dům oznámil, že vláda Spojených států amerických vyšle své důstojníky z řad FBI a ministerstva vnitřní bezpečnosti na pomoc haitským vyšetřovatelům. Své lidi na Haiti vyslala i Kolumbie, například ředitele Kolumbijského národního zpravodajského direktoriátu a ředitele zpravodajského oddělení Kolumbijské národní policie, aby pomohli s vyšetřováním, a o případ se zajímá také Interpol.
V průběhu dnů, které následovaly, tento atentát odsoudili představitelé různých zemí světa. K nim se připojily i mezinárodní organizace jako Organizace amerických států a Rada bezpečnosti OSN.